# Gyula Bóbis
Gyula Bóbis (ur. 7 października 1909 w Kecskemécie, zm. 24 stycznia 1972 w Budapeszcie), węgierski zapaśnik. Złoty medalista olimpijski z Londynu.
Walczył w obu stylach, w kategorii ciężkiej (powyżej 87 kg). Po złoto sięgnął w stylu wolnym, wcześniej brał udział w IO 36. Był wicemistrzem świata w 1950 w stylu klasycznym. Stawał na podium mistrzostw Europy (brąz w 1937 i 1939).
Jego córka Ildikó Bóbis była medalistką olimpijską w szermierce.